# Medaille voor de Gewapende Strijd
De Medaille voor de Gewapende Strijd (Russisch: Медаль «За боевые заслуги», Medal "Za boevije zasloegi"), was een onderscheiding van de Sovjet-Unie. De medaille werd op 17 oktober 1938 door het Presidium van de Opperste Sovjet ingesteld.
De eerste medailles werden aan een korte zilveren beugel en een kort stukje rood lint gedragen.
Deze militaire onderscheiding werd verleend voor "gevechtsacties die resulteerden in een militair succes, voor het dapper verdedigen van de grenzen en voor succesvolle militaire en politieke training". In strijd met de bedoelingen werd de medaille ook vaak voor een tienjarig jubileum uitgereikt. De medaille werd 5.210.078 maal verleend.
De opvolgerstaat van de Sovjet-Unie, de Russische Federatie heeft de medaille niet overgenomen. Men mag de medaille nog wel dragen.
Men draagt de ronde 31 millimeter hoge zilverkleurige medaille aan een vijfhoekig grijs lint met gele bies op de linkerborst. Op de voorzijde is boven een gekruist geweer en een zwaard de Russische  tekst "За  боевые  Заслуги" ingeslagen. Daarboven staat "CCCP" in rood ingevulde ingeslagen letters. Op de keerzijde staat een ingeslagen serienummer.